# Lekkoatletyka na Letnich Igrzyskach Olimpijskich 2024 – bieg na 1500 m mężczyzn
Bieg na 1500 m mężczyzn podczas XXXIII Letnich Igrzysk Olimpijskich w Paryżu odbył się w dniach 2–6 sierpnia 2024. Do rywalizacji przystąpiło 45 sportowców. Areną zawodów był Stade de France. Mistrzem olimpijskim i nowym rekordzistą olimpijskim został reprezentant Stanów Zjednoczonych Cole Hocker.

## Terminarz
| Data            | Godzina rozpoczęcia |            |
| 2 sierpnia 2024 | 11:05               | Eliminacje |
| 3 sierpnia 2024 | 19:05               | Repasaże   |
| 4 sierpnia 2024 | 21:15               | Półfinał   |
| 6 sierpnia 2024 | 20:50               | Finał      |

## Rekordy
Przed rozpoczęciem zawodów aktualny rekord świata i rekord olimpijski były następujące:
| WR | Hicham El Guerrouj | 3:26,00 | Włochy  | Rzym  | 14 lipca 1998   |
| OR | Jakob Ingebrigtsen | 3:28,32 | Japonia | Tokio | 7 sierpnia 2021 |

## Runda 1
Rozegrano 3 biegi eliminacyjne. Do półfinału awansowało 6 pierwszych zawodników z każdego biegu. Pozostali zawodnicy którzy ukończyli bieg trafili do rundy repasaży.

### Bieg 1
| Poz. | Zawodnik           | Reprezentacja     | Czas    | Uwagi |
| ---- | ------------------ | ----------------- | ------- | ----- |
| 1.   | Josh Kerr          | Wielka Brytania   | 3:35,83 | Q     |
| 2.   | Brian Komen        | Kenia             | 3:36,31 | Q     |
| 3.   | Narve Gilje Nordås | Norwegia          | 3:36,41 | Q     |
| 4.   | Anass Essayi       | Maroko            | 3:36,44 | Q     |
| 5.   | Yared Nuguse       | Stany Zjednoczone | 3:36,56 | Q     |
| 6.   | Robert Farken      | Niemcy            | 3:36,62 |       |
| 7.   | Jochem Vermeulen   | Belgia            | 3:36,66 |       |
| 8.   | Samuel Pihlström   | Szwecja           | 3:36,80 |       |
| 9.   | Cathal Doyle       | Irlandia          | 3:37,82 |       |
| 10.  | Mario García       | Hiszpania         | 3:37,90 |       |
| 11.  | Filip Rak          | Polska            | 3:38,12 |       |
| 12.  | Ryan Mphahlele     | Południowa Afryka | 3:38,48 |       |
| 13.  | Olli Hoare         | Australia         | 3:39,11 |       |
| 14.  | Abdisa Fayisa      | Etiopia           | 3:39,67 |       |
| 15.  | Ossama Meslek      | Włochy            | 3:39,96 |       |

### Bieg 2
| Poz. | Zawodnik                    | Reprezentacja     | Czas    | Uwagi |
| ---- | --------------------------- | ----------------- | ------- | ----- |
| 1.   | Ermias Girma                | Etiopia           | 3:35,21 | Q     |
| 2.   | Cole Hocker                 | Stany Zjednoczone | 3:35,27 | Q     |
| 3.   | Pietro Arese                | Włochy            | 3:35,30 | Q     |
| 4.   | Niels Laros                 | Holandia          | 3:35,38 | Q     |
| 5.   | Timothy Cheruiyot           | Kenia             | 3:35,39 | Q     |
| 6.   | Isaac Nader                 | Portugalia        | 3:35,44 | Q     |
| 7.   | Marius Probst               | Niemcy            | 3:35,65 |       |
| 8.   | Luke McCann                 | Irlandia          | 3:35,73 |       |
| 9.   | Adel Mechaal                | Hiszpania         | 3:35,81 |       |
| 10.  | George Mills                | Wielka Brytania   | 3:35,99 |       |
| 11.  | Stewart McSweyn             | Australia         | 3:36,55 |       |
| 12.  | Ruben Verheyden             | Belgia            | 3:36,62 |       |
| 13.  | Tshepo Tshite               | Południowa Afryka | 3:36,87 |       |
| 14.  | Charles Philibert-Thiboutot | Kanada            | 3:36,92 |       |
| 15.  | Maël Gouyette               | Francja           | 3:37,87 |       |

### Bieg 3
| Poz. | Zawodnik           | Reprezentacja     | Czas    | Uwagi |
| ---- | ------------------ | ----------------- | ------- | ----- |
| 1.   | Stefan Nillessen   | Holandia          | 3:36,77 | Q     |
| 2.   | Hobbs Kessler      | Stany Zjednoczone | 3:36,87 | Q     |
| 3.   | Jakob Ingebrigtsen | Norwegia          | 3:37,04 | Q     |
| 4.   | Reynold Cheruiyot  | Kenia             | 3:37,12 | Q     |
| 5.   | Neil Gourley       | Wielka Brytania   | 3:37,18 | Q     |
| 6.   | Samuel Tefera      | Etiopia           | 3:37,34 | Q     |
| 7.   | Ignacio Fontes     | Hiszpania         | 3:37,50 |       |
| 8.   | Adam Spencer       | Australia         | 3:37,68 |       |
| 9.   | Azeddine Habz      | Francja           | 3:37,95 |       |
| 10.  | Kieran Lumb        | Kanada            | 3:38,11 |       |
| 11.  | Raphael Pallitsch  | Austria           | 3:38,20 |       |
| 12.  | Maciej Wyderka     | Polska            | 3:38,79 |       |
| 13.  | Sam Tanner         | Nowa Zelandia     | 3:39,87 |       |
| 14.  | Federico Riva      | Włochy            | 3:41,78 |       |
| 15.  | Andrew Coscoran    | Irlandia          | 3:42,07 |       |

## Repasaże
Rozegrano 2 biegi. Do półfinału awansowało trzech pierwszych zawodników.

### Bieg 1
| Poz. | Zawodnik          | Reprezentacja     | Czas    | Uwagi |
| ---- | ----------------- | ----------------- | ------- | ----- |
| 1.   | Cathal Doyle      | Irlandia          | 3:34,92 | Q     |
| 2.   | Azeddine Hab      | Francja           | 3:35,10 | Q     |
| 3.   | Ossama Meslek     | Włochy            | 3:35,22 | Q     |
| 4.   | Tshepo Tshite     | Południowa Afryka | 3:35,35 |       |
| 5.   | Kieran Lumb       | Kanada            | 3:35,76 |       |
| 6.   | Jochem Vermeulen  | Belgia            | 3:36,14 |       |
| 7.   | Luke McCann       | Irlandia          | 3:36,50 |       |
| 8.   | Marius Probst     | Niemcy            | 3:36,54 |       |
| 9.   | Maciej Wyderka    | Polska            | 3:36,79 |       |
| 10.  | Abdisa Fayisa     | Etiopia           | 3:36,82 |       |
| 11.  | Mario García      | Hiszpania         | 3:37,01 |       |
| 12.  | Stewart McSweyn   | Australia         | 3:37,49 |       |
| 13.  | Raphael Pallitsch | Austria           | 3:39,32 |       |

### Bieg 2
| Poz. | Zawodnik                    | Reprezentacja     | Czas    | Uwagi |
| ---- | --------------------------- | ----------------- | ------- | ----- |
| 1.   | Federico Riva               | Włochy            | 3:32,84 | Q     |
| 2.   | Charles Philibert-Thiboutot | Kanada            | 3:33,53 | Q     |
| 3.   | George Mills                | Wielka Brytania   | 3:33,56 | Q     |
| 4.   | Samuel Pihlström            | Szwecja           | 3:33,58 |       |
| 5.   | Olli Hoare                  | Australia         | 3:34,00 |       |
| 6.   | Adam Spencer                | Australia         | 3:34,45 |       |
| 7.   | Filip Rak                   | Polska            | 3:34,53 |       |
| 8.   | Ignacio Fontes              | Hiszpania         | 3:35,04 |       |
| 9.   | Maël Gouyette               | Francja           | 3:35,42 |       |
| 10.  | Ruben Verheyden             | Belgia            | 3:36,06 |       |
| 11.  | Ryan Mphahlele              | Południowa Afryka | 3:36,64 |       |
| 12.  | Andrew Coscoran             | Irlandia          | 3:39,45 |       |
| 13.  | Sam Tanner                  | Nowa Zelandia     | 3:40,71 |       |
| 14.  | Adel Mechaal                | Hiszpania         | 3:42,79 |       |

## Półfinały
Rozegrano 2 biegi. 

### Bieg 1
| Poz. | Zawodnik                    | Reprezentacja     | Czas    | Uwagi |
| ---- | --------------------------- | ----------------- | ------- | ----- |
| 1.   | Yared Nuguse                | Stany Zjednoczone | 3:31,72 | Q     |
| 2.   | Hobbs Kessler               | Stany Zjednoczone | 3:31,97 | Q     |
| 3.   | Neil Gourley                | Wielka Brytania   | 3:32,11 | Q     |
| 4.   | Niels Laros                 | Holandia          | 3:32,22 | Q     |
| 5.   | Timothy Cheruiyo            | Kenia             | 3:32,30 | Q     |
| 6.   | Narve Gilje Nordås          | Norwegia          | 3:32,34 | Q     |
| 7.   | Anass Essayi                | Maroko            | 3:32,49 |       |
| 8.   | Ossama Meslek               | Włochy            | 3:32,77 |       |
| 9.   | Samuel Tefera               | Etiopia           | 3:33,02 |       |
| 10.  | Cathal Doyle                | Irlandia          | 3:33,15 |       |
| 11.  | Charles Philibert-Thiboutot | Kanada            | 3:33,29 |       |
| 12.  | Azeddine Habz               | Francja           | 3:34,35 |       |

### Bieg 2
| Poz. | Zawodnik           | Reprezentacja     | Czas    | Uwagi |
| ---- | ------------------ | ----------------- | ------- | ----- |
| 1.   | Jakob Ingebrigtsen | Norwegia          | 3:32,38 | Q     |
| 2.   | Josh Kerr          | Wielka Brytania   | 3:32,46 | Q     |
| 3.   | Cole Hocker        | Stany Zjednoczone | 3:32,54 | Q     |
| 4.   | Brian Komen        | Kenia             | 3:32,57 | Q     |
| 5.   | Stefan Nillessen   | Holandia          | 3:32,73 | Q     |
| 6.   | Pietro Arese       | Włochy            | 3:33,03 | Q     |
| 7.   | Robert Farken      | Niemcy            | 3:33,35 |       |
| 8.   | Isaac Nader        | Portugalia        | 3:34,75 |       |
| 9.   | Federico Riva      | Włochy            | 3:35,26 |       |
| 10.  | Reynold Cheruiyot  | Kenia             | 3:35,32 |       |
| 11.  | George Mills       | Wielka Brytania   | 3:37,12 |       |
| 12.  | Ermias Girma       | Etiopia           | 3:40,27 |       |

## Finał

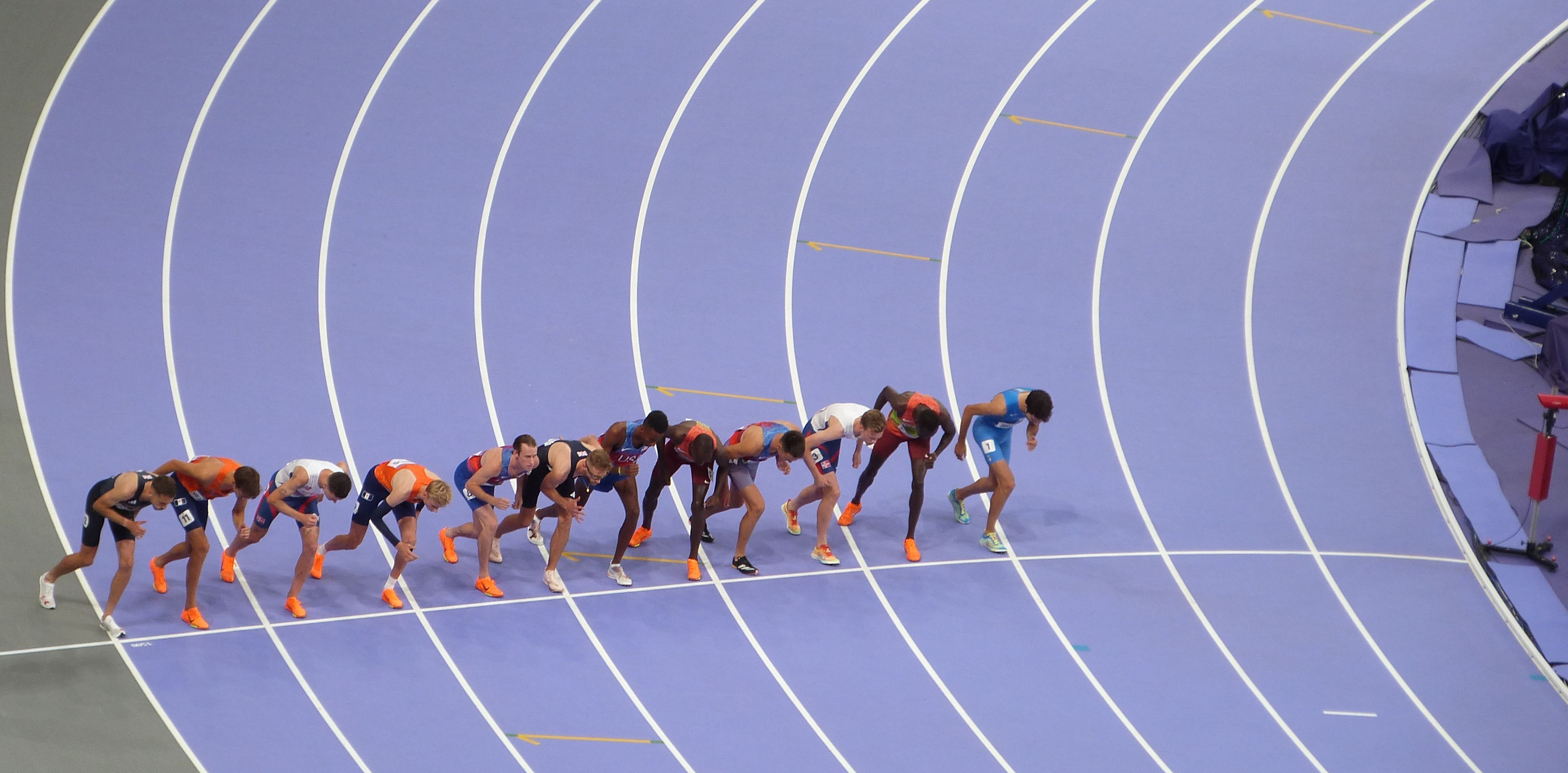
Start finałowego biegu

| Pozycja | Zawodnik           | Reprezentacja     | Czas    | Uwagi |
| ------- | ------------------ | ----------------- | ------- | ----- |
| złoto   | Cole Hocker        | Stany Zjednoczone | 3:27,65 | OR    |
| srebro  | Josh Kerr          | Wielka Brytania   | 3:27,79 | NR    |
| brąz    | Yared Nuguse       | Stany Zjednoczone | 3:27,80 |       |
| 4.      | Jakob Ingebrigtsen | Norwegia          | 3:28,24 |       |
| 5.      | Hobbs Kessler      | Stany Zjednoczone | 3:29,45 |       |
| 6.      | Niels Larosl       | Holandia          | 3:29,54 | NR    |
| 7.      | Narve Gilje Nordås | Norwegia          | 3:30,46 |       |
| 8.      | Pietro Arese       | Włochy            | 3:30,74 | NR    |
| 9.      | Stefan Nillessen   | Holandia          | 3:30,75 |       |
| 10.     | Neil Gourley       | Wielka Brytania   | 3:30,88 |       |
| 11.     | Timothy Cheruiyot  | Kenia             | 3:31,35 |       |
| 12.     | Brian Komen        | Kenia             | 3:35,59 |       |